# Гуртова Наталія Антонівна
Гуртова Наталія Антонівна (1909–1973) - колгоспниця, Герой Соціалістичної праці.

## Біографія
Народилася в 1909 році, в Красноярському краї. А в 1940 році приїхала в Новий Донбас із своєю сім'єю чоловіком Олексієм Микитовичем та двома дітками, 14 річним сином Іваном і 2 річною донькою.
Працювала ланковою у колгоспі Н. Донбас.
З початком війни її чоловік пішов на фронт, а жінка залишилась одна з двома дітьми. Вона об'єднала всіх жінок і дітей селища в боротьбі за збереження врожаю.
В 1943 році Наталя отримала на чоловіка похоронку. Не встигнувши оплакувати чоловіка вона проводжає свого 17-ти річного сина на фронт, снайпером.
Коли вже всі раділи перемозі вона отримала звістку про сина - «пропав безвісти».
В тяжкі після воєнні роки, з 7-річною донькою на руках, вона продовжувала працювати у колгоспі. За сумлінну працю під час війни, була нагороджена медаллю Сталіна.
В 1948–1949 роках зібрала разом зі своєю бригадою найвищі врожаї пшениці, за що і була нагороджена орденом Леніна та Червоною зіркою і отримала звання «Героя Соціалістичної праці». До самої пенсії працювала в радгоспі, ростила доньку, дочекалась онуків і 20 квітня 1973 вона померла